# Soda Stereo
Soda Stereo est un groupe de rock argentin, originaire de Buenos Aires. Actif dans les années 1980 et 1990, il est considéré comme un des plus importants groupes de rocks hispanophones, et un pionnier du rock latino-américain. Par sa période d'activité, son évolution musicale et son importance, le groupe peut être considéré comme un équivalent hispanique de ce que U2 est au monde anglophone.  
Soda Stereo est formé en 1982 à Buenos Aires, de la rencontre du guitariste et chanteur Gustavo Cerati, du bassiste Zeta Bosio et du batteur Charly Alberti. Soda Stereo a été le premier groupe argentin à faire une tournée en Amérique latine et a vendu plus de 17 millions d'albums rien qu'en Amérique Latine durant leur carrière active. Le groupe se sépare en 1997, à la suite de désaccords artistiques entre les membres. En 2007, le groupe se reforme pour une tournée de 22 concerts, dont 20 se joueront à guichets fermés. Puis chaque membre du groupe reprend sa carrière solo.

## Biographie

### Formation et débuts (1982–1984)
En été 1982, Gustavo Cerati, 22 ans, et Hector Zeta Bosio, 23 ans, sont en visite a Punta del Este, en Uruguay. À cette période, ils étaient membres d'un groupe de rock, Cerati avec son groupe Sauvage et Bosio avec The Morgan, un groupe avec qui il a partagé avec Sandra Baylac, Hugo Dop, Christian Hansen, Pablo Rodriguez (de Los Auténticos Decadentes), Charly Amato, Osvaldo Kaplan, et Andres Calamaro. Cerati et Bosio, qui partagent un intérêt musical commun, et tous les deux décident de développer ensemble leur passion. Cerati se joint au groupe de Bosio, The Morgan, puis forme Stress, avec Charly Amato et le batteur Pablo Guadalupe, tout en jouant dans le groupe Erekto avec Andrés Calamaro.
Entretemps, la carrière de la sœur de Cerati, Maria Laura Cerati, est constamment mise à mal par Carlos Ficicchia, un homme qu'elle a rencontré à la Río de la Plata Basin, en Argentine, qui lui faisaient des avances qu'elle refusait. Un jour, Gustavo répondra au téléphone à la place de sa sœur, et ainsi, discutera longuement de musique avec Ficicchia, qui expliquera être batteur, et fils du musicien de jazz Tito Alberti, mieux connu en Argentine pour sa chanson pour enfants El Elefante trompita. Intéressés par ses capacités, Cerati et Bosio lui demanderont de les rejoindre, à condition qu'il coupe ses cheveux. Ainsi, Ficicchia adoptera le nom de Charly Alberti. Le groupe, après avoir adopté plusieurs noms, finit par s'appeler Los Estereotipos, en référence à une chanson du groupe The Specials qu'ils écoutaient. Le groupe enregistre une démo sous ce nom aux côtés de Richard Coleman à la seconde guitare, qui restera que pendant un laps de temps. Les chansons enregistrées incluent Porque no puedo ser del Jet Set?, qui devient un hit single issu de leur premier album studio homonyme. D'autres chansons comprennent Dime Sebastian et Debo soñar d'Ulises Butron.
Le trio, qui regrette avoir inclus un Los dans son nom car trop usité, décide de s'en trouver un autre en écrivant plusieurs mots au hasard ; ils finissent par choisir Soda Stereo, après avoir cherché un nom afin de compléter "Stereo". Les membres du groupe ont trouvé que "Soda" convenait bien.(référence "Yo conozco este lugar", biographie de Zeta Bosio, bassiste du groupe.
Leur premier concert sous Soda se fait en décembre 1982, pendant l'anniversaire d'Alfredo Lois, un ami d'université de Cerati et Bosio. Lois deviendra leur réalisateur de clips et gourou stylistique ; il sera plus tard reconnu par Cerati comme le quatrième membre de Soda. En juillet 1983, le trio fait ses débuts à la Discothèque Airport dans le quartier Belgrano à Buenos Aires. Après l'événement, Soda Stereo attire lentement l'intérêt dans la scène rock underground de Buenos Aires, qui le met dans le même rang que Sumo, Los Twist, Los Encargados (avec Daniel Melero), et autres. Soda élit domicile dans le club détérioré Cabaret Marabú à Maipú 359, une petite ville autonome d'Argentine. À leurs premiers concerts, Soda joue des chansons comme El héroe de la serie, La Vi Parada Alli et Vamos a La Playa, sans parler d'autres chansons issues de leur deuxième démo.
En 1983, le groupe devient légèrement notoire. Démarrant dans un pub, Soda joue constamment ; à leur troisième concert, Horacio Martinez, un producteur de rock argentin et « chasseur de talents », les assiste et les invite à les signer chez CBS Records. Ainsi en 1984, Soda signe avec l'agence Rodríguez Ares.

### Premier album et Chateau Rock '85 (1984–1985)

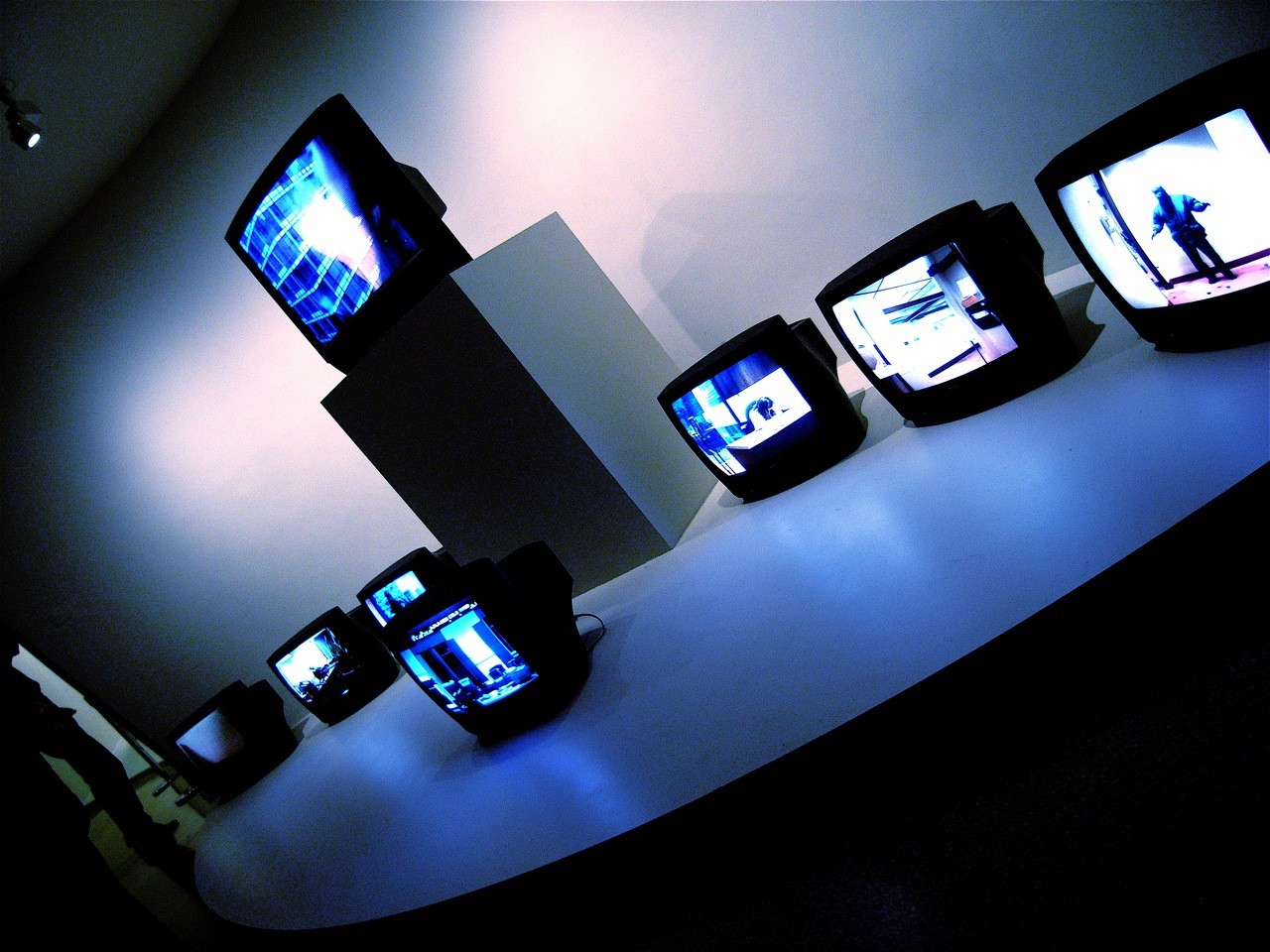
Sobredosis de TV devient le premier single du premier album des Soda Stereo, Soda Stereo, publié le 14 décembre 1984. Le clip de Dietético est diffusé à Música Total sur la chaine Canal 9.

Soda Stereo enregistre son premier album pendant la seconde moitié de l'année 1984. L'album est produit par Federico Moura, chanteur du groupe Virus. À cette période, Moura et Cerati développent une véritable relation artistique. L'enregistrement prend place aux studios de CBS sur Paraguay Street. Le résultat sonore est plus soft que lors des concerts. Le trio est aidé par Daniel Melero aux claviers, et par Gonzo Palacios au saxophone. L'intérêt gagné par Soda se manifeste pendant quelques-uns de leurs concerts. Le premier est à La Esquina del sol, à Palermo. El Recital de los Lagos les 1er et 2 décembre est leur première performance avec de célèbres têtes d'affiches argentines comme Virus, Juan Carlos Baglietto, GIT, Suéter, Zas, Los Abuelos de la Nada,  et Celeste Carballo.
Soda Stereo présente son premier album au Teatro Astros le 14 décembre 1984, où ils jouent pour la première fois. Le stage est désigné par Alfredo Lois. Le 28 janvier 1985, Soda joue au festival Rock in Bali à la Mar del Plata. Le 17 mars, ils jouent au Festival Chateau Rock '85 à l'Estadio Olímpico Chateau Carreras dans la province de Córdoba. La biographie officielle du groupe attache une grande importance à cette apparition, indiquant qu'il a joué devant plus de 15 000 spectateurs et qu'il est la révélation du festival. Cependant, les médias locaux liés à Córdoba indiquent que, « seulement la moitié des spectateurs qu'elle [la biographie officielle] a indiquée s'est présentée » et que « Soda a été difficilement remarqué dû au fait que leur album a été publié à peine un mois plus tôt. » Ils ajoutent également que c'est « Raul Porchetto qui a été le flambeau de cette soirée. » Pourtant, leur présence au Chateau fait naitre une relation entre eux et la jeunesse de Córdoba, moment à partir duquel le groupe commence à se populariser à l'échelle nationale.
Le 13 octobre cette même année, Soda joue face à un grand public à Buenos Aires pendant la troisième nuit du Festival of Rock and Pop organisé à l'Estadio José Amalfitani. Ils y partagent la scène avec notamment INXS, Nina Hagen, Charly García, Virus, et Sumo.

### Nada personal(1985–1989)
Le deuxième album de Soda, Nada personal, est publié en octobre 1985. En été, le groupe tourne dans les centres touristiques argentins, jouant à la Mar de Plata, Villa Gesell, et Pinamar. En avril 1985, le groupe décide de présenter officiellement son album lors d'un concert à l'Estadio Obras Sanitarias de Buenos Aires. Ici, ils jouent quatre concerts devant 20 000 spectateurs. Après ces concerts, les ventes commencent à s'intensifier, le disque atteignant le statut de disque d'or puis de disque de platine, et finalement de double disque de platine dans les mois qui suivent.
En 1986, Soda Stereo effectue sa première tournée latino-américaine, appelée Signos toujours en soutien à l'album Nada personal. Le groupe joue en Colombie, au Costa Rica, au Pérou, et au Chili. Au Chili, ils donnent quatre concerts à Santiago, les 21, 22, 24, et 25 novembre, et un concert à Valparaíso le 22 novembre 1986. À cette période, le rock latino-américain n'est pas populaire au sein de la jeunesse continentale (sauf en Argentine et en Uruguay) et les groupes ne sont pas accoutumés aux tournées internationales.
Le 10 novembre 1986, le groupe publie son troisième album Signos. Signos, et son single Persiana Americana, est une étape clé pour Soda Stereo qui doit désormais faire face au stress pour de multiples raisons : attentes de ventes, pressions externes, risques d'échec, et tensions internes. Le groupe est rejoint en studio par Fabián Vön Quintiero aux claviers, Richard Coleman à la guitare et Celsa Mel Gowland aux chœurs. Signos devient le premier album de rock argentin édité sur CD. Il est fabriqué aux Pays-Bas et distribué dans toute l'Amérique latine.
Le 3 décembre, Soda fait sa première apparition en Équateur. Au début de 1987, Soda revient au Chili, cette fois au Viña del Mar International Song Festival où ils remporte le prix Antorcha de Plata. Le 23 avril 1987, Soda bat des records de ventes de tickets au Paraguay avec leur concert au Yacht Club. Entretemps, Signos  atteint le statut de disque de platine en Argentine, de triple disque de platine au Pérou et double disque de platine au Chili. La tournée Signos compte 22 concerts dans 17 villes devant plus de 350 000 fans. Ils enregistrent la tournée qu'ils publient comme album live intitulé Ruido blanco en 1987. Mixé à la Barbade, il est classé par le magazine argentin Rolling Stone dans le top 5 des albums live de rock argentin.
À la fin 1988, Soda Stereo est considéré comme l'un des groupes de pop/rock latino-américains les plus importants,. Ils commencent à travailler sur un nouvel album avec le producteur porto-ricain Carlos Alomar. Alomar a travaillé avec David Bowie, Mick Jagger, Simple Minds, Iggy Pop, et Paul McCartney, entre autres. Doble vida est enregistré et mixé à New York, et est le premier d'un groupe argentin à être complètement enregistré hors du pays. L'album comprend quatre singles, Picnic en el 4B, En la ciudad de la furia, Lo que sangra (La Cúpula), et Corazon delator. Le clip pour En la ciudad de la furia est finaliste du MTV Video Award dans la catégorie de clip étranger. Après un an d'absence dans la scène de Buenos Aires, Soda revient jouer avec Doble vida à l'Obras devant 25 000 spectateurs. À la fin 1989, Soda enregistre une nouvelle version Languis (issue de Doble vida) et une nouvelle chanson intitulée Mundo de quimeras.

### Consécration avecCanción animal(1990–1991)

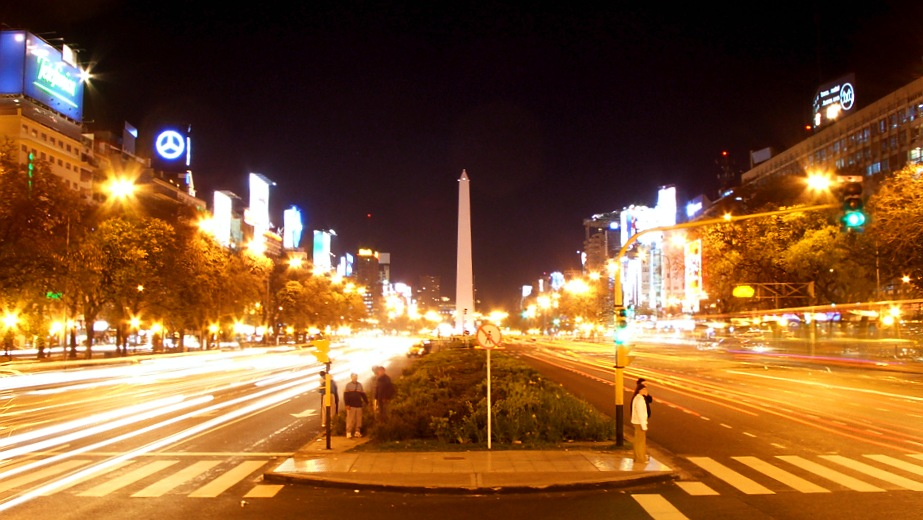
Avenida 9 de Julio de Buenos Aires. Le 14 décembre 1991, Soda y donne un concert gratuit devant plus de 250 000 spectateurs.

Au début de 1990, le groupe joue en tête d'affiche devant 32 000 spectateurs aux côtés du groupe de new wave britannique Tears for Fears à l'Estadio José Amalfitani de Buenos Aires. Soda Stereo part ensuite aux Criteria Studios de Miami, en Floride, pour enregistrer un cinquième album. Ils feront appel à Daniel Melero, Andrea Álvarez, et Tweety González. Il en résulte alors l'album Canción animal (1990), qui est considéré par la presse spécialisée comme l'un des meilleurs albums du genre rock latino. Il comprend le bien nommé De música ligera, ainsi que d'autres classiques du genre comme Canción animal, Un millón de años luz, En el séptimo día, et Té para tres. Ces chansons sont à la fois considérées fortes et célèbres à cette période. D'un point de vue général, il est l'album le plus consistent du groupe, avec Signos.
Leur tournée Animal (1990–1991) se passe dans trente villes argentines, la plupart d'entre elles n'ayant jamais été visitées par Soda Stereo. Elles comprennent San Juan, Santa Fe de la Vera Cruz, Junín, Clorinda, Puerto Iguazú, Trelew, Neuquén, Santa Rosa, Trenque Lauquen, Mendoza, Córdoba, Río Cuarto, Santiago del Estero, San Miguel de Tucumán, Salta, Rosario, Buenos Aires, Olavarria, et Pergamino. Les autres villes d'autres pays comprennent Santiago, Asunción, Punta del Este, Barquisimeto, Caracas, Valencia, Mérida, San Cristóbal, Mexico, Monterrey, Guadalajara, Mexicali, et Tijuana.
La tournée Animal s'achève avec 14 concerts consécutifs au Grand Rex Theater de Buenos Aires.
À la fin 1991, le succès continental de Soda amène l'intérêt de MTV News Europe qui commence à peine à remarquer ce qui est en train de se passer dans la scène rock latino-américaine, en particulier le rock en español. MTV dédie alors inconditionnellement une émission à Soda - une première pour un groupe non-anglophone. En mai 1992, Soda embarque pour une tournée espagnole dans des villes comme Madrid, Oviedo, Séville, Valence, et Barcelone. Le manque d'enthousiasme du public espagnol comparé à leurs homologues sud-américains laisse un certain goût amer au sein du groupe, même s'il voit cela comme une expérience quant à la relativité de son succès.

### DynamoetSueño Stereo(1992–1997)
En mars 1992, les producteurs argentins Daniel Melero et Gustavo Cerati publient un album intitulé Colores santos, la première aventure musicale de Cerati hors du groupe. Approchant la fin de l'année 1992, Soda publie son sixième album, Dynamo, présenté au public avec six concerts à l'Obras. Le groupe joue l'album dans son intégralité pendant un talk-show, Fax. L'album, finalement publié à la fin 1992, est stylistiquement axé shoegazing, ce qui choquera la plupart des fans habitués au style de Canción animal. En plus de leur décision de passer de BMG à Sony immédiatement avant la sortie de l'album, Dynamo n'atteint pas les ventes escomptées, et reste l'album du groupe le moins vendu en date. Malgré ces événements, Soda entame sa sixième tournée latino-américaine en 1993, à la même période durant laquelle Cerati démarre officiellement sa carrière solo avec la sortie de Amor Amarillo, son premier album.
Le 4 juillet 1994, le fils de Zeta Bosio est tué, ce qui affecte profondément Bosio et sa capacité à jouer au sein de Soda. Cet événement mènera à une séparation provisoire.
L'année 1995 assiste à la sortie de Sueño Stereo, le dernier des sept albums de Soda. Après trois ans d'absence, le 29 juin 1995, Soda publie cet album. Il atteint le succès et est certifié disque de platine) en Argentine 15 jours après sa sortie. Les ventes de l'album sont boostées par le clip du morceau Zoom et la vidéo promotionnelle de Ella usó mi cabeza como un revólver grâce à laquelle ils remporte un Viewer's Choice Award présenté par MTV Latin America. L'album devient le catalyseur d'une longue tournée Gira Sueño Stereo, qui commence le 8 septembre à Buenos Aires, au Grand Rex Theater qui passe ensuite par le Venezuela, la Colombie, le Pérou, le Panama, le Mexique et les États-Unis (Los Angeles, Chicago, New York, et Miami). La tournée prend fin le 24 avril 1996 au Teatro Teletón de Santiago au Chili.
À la mi-1996, Soda est invité à Miami par MTV pour enregistrer l'émission acoustique MTV Unplugged. Le 30 octobre 1996, Soda Stereo devient le premier groupe latino-américain à jouer en direct sur Internet, depuis le programme radio argentin Cuál es?. L'émission est animée par Mario Pergolini sur la radio Argentina Rock y Pop.Ils jouent en direct depuis les studios Promúsica de Buenos Aires.

### Me Verás Volver (2007)

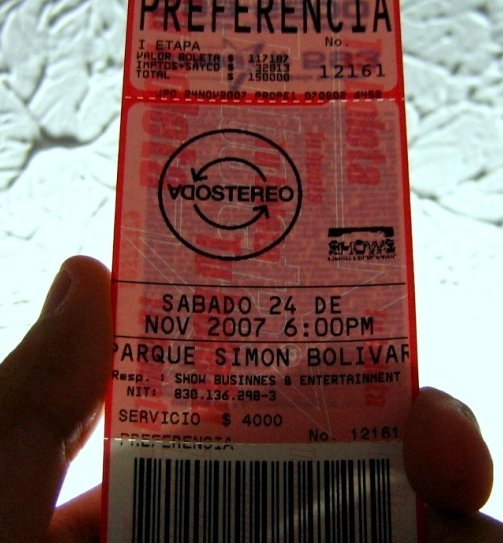
Gira Me Verás Volver. Un ticket pour leur concert à Bogotá.

La réunion de Soda Stereo est un sujet redondant des journalistes lors d'entrevues avec les anciens membres du groupe. De ce fait, Zeta Bosio déclare : « Une fois, j'ai rêvé qu'on ne me demandait plus jamais ça. » En 2007, dix ans après leur séparation, le groupe décide de se réunir une fois dans le but de réaliser une grande tournée continentale. Au début de juillet, Sony/BMG publie une nouvelle compilation intitulée Me Verás Volver (Hits y +). Le CD comprend 18 enregistrements studio remasterisés en 2007. Il atteint la première place des classements argentins et chiliens
Le 20 septembre 2007, exactement dix ans après leur dernier concert, Soda Stereo donne une conférence de presse tant attendue au Club Museum de Peru St., à Buenos Aires. C'est au même endroit qu'ils avaient tourné la vidéo de En la ciudad de la furia,.
La tournée commence le 19 octobre à l'Estadio Antonio Vespucio Liberti de Buenos Aires.

## Discographie

### Albums studio
- 1984 : Soda Stereo
- 1985 : Nada personal
- 1986 : Signos
- 1988 : Doble vida
- 1990 : Canción animal
- 1992 : Dynamo
- 1995 : Sueño Stereo

### Albums live
- 1987 : Ruido blanco (concert enregistré en Argentine, Pérou, Chili, Mexique et Venezuela)
- 1996 : Comfort y música para volar (7 chansons du concert MTV Unplugged enregistré à Miami + 4 chansons studio inédites)
- 1997 : El Último concierto A (concert enregistré au Mexique, Venezuela, Chili et Argentine)
- 1997 : El Último concierto B (concert enregistré au Mexique, Venezuela, Chili et Argentine)
- 2007 : Comfort y música para volar (l'intégralité du concert MTV Unplugged enregistré à Miami en 1996, soit 13 chansons acoustiques)
- 2008 : Gira Me verás volver CD1 (concert enregistré en Argentine, États-Unis, Colombie et Pérou)
- 2008 : Gira Me verás volver CD2 (concert enregistré en Argentine, Colombie, Chili et Mexique)

### Autres albums
- 1986 : Signos (EP)
- 1987 : Sobredosis de TV (EP)
- 1989 : Languis (EP)
- 1991 : Rex Mix (EP live + remix + chansons inédite)
- 1993 : Zona de promesas (compilation de remix)
- 2007 : Me verás volver (Hits & +) (compilation)

### Autres compilations
- 1994 : 420 grandes éxitos
- 1997 : Chau soda
- 2001 : Obras cumbres

## Vidéographie
- 1986 : Nada personal en Obras (VHS) (concert enregistré en 1986 au stade Obras Sanitarias de Buenos Aires, Argentine)

- 1987 : Ruido Blanco (VHS) (concert enregistré en Argentine, Pérou, Chili, Mexique et Venezuela)

- 1992 : Canción Animada (VHS) (compilation de clips)
- 2004 : Una Parte De La Euforia (DVD) (documentaire sur le groupe de rock argentin Soda Stereo, il fut enregistré entre 1983 (les débuts du groupe) et 1997 (la séparation du groupe))

- 2005 : El Último Concierto (DVD) (concert enregistré en 1997 au Mexique, Venezuela, Chili et Argentine)

- 2007 : Comfort y Música Para Volar (DVD) (l'intégralité du concert MTV Unplugged enregistré à Miami en 1996, soit 13 chansons acoustiques)
- 2008 : Gira Me Verás Volver (DVD) (concert enregistré en 2007 en Argentine, États-Unis, Colombie, Pérou, Chili et Mexique)